# Módulo de persistencia
Un módulo de persistencia es una estructura matemática en homología persistente y análisis de datos topológicos que captura formalmente la persistencia de las características topológicas de un objeto a través de un rango de parámetros de escala. Un módulo de persistencia a menudo consta de una colección de grupos de homología (o espacios vectoriales si se utilizan coeficientes de campo) correspondientes a una filtración de espacios topológicos y una colección de mapas lineales inducidos por las inclusiones de la filtración. El concepto de módulo de persistencia se introdujo por primera vez en 2005 como una aplicación de módulos graduados sobre anillos polinomiales, importando así ideas algebraicas bien desarrolladas de la teoría del álgebra conmutativa clásica al contexto de la homología persistente.  Desde entonces, los módulos de persistencia han sido una de las principales estructuras algebraicas estudiadas en el campo de la topología aplicada. 

## Definición

### Módulos de persistencia de un solo parámetro
Dejar {\displaystyle T} ser un conjunto totalmente ordenado y dejar {\displaystyle K} ser un campo El conjunto {\displaystyle T} A veces se denomina conjunto de indexación. Luego, un módulo de persistencia de un solo parámetro {\displaystyle M} es un funtor {\displaystyle M:T\to \mathbf {Vec} _{K}} de la categoría poset de {\displaystyle T} a la categoría de espacios vectoriales sobre {\displaystyle K} y mapas lineales.  Un módulo de persistencia de un solo parámetro indexado por un conjunto de objetos discretos, como los números enteros, se puede representar intuitivamente como un diagrama de espacios: {\displaystyle \cdots \to M_{-1}\to M_{0}\to M_{1}\to M_{2}\to \cdots } Para enfatizar el conjunto de indexación que se utiliza, se utiliza un módulo de persistencia indexado por {\displaystyle T} A veces se le llama {\displaystyle T} -módulo de persistencia, o simplemente un {\displaystyle T} -módulo.  Las opciones comunes de conjuntos de indexación incluyen {\displaystyle \mathbb {R} ,\mathbb {Z} ,\mathbb {N} }, etc.
Alternativamente, se puede utilizar una definición de teoría de conjuntos de un módulo de persistencia que es equivalente al punto de vista categórico: Un módulo de persistencia es un par {\displaystyle (V,\pi )} dónde {\displaystyle V} es una colección {\displaystyle \{V_{z}\}_{z\in T}} de {\displaystyle K}-espacios vectoriales y {\displaystyle \pi } es una colección {\displaystyle \{\pi _{y,z}\}_{y\leq z\in T}} de mapas lineales donde {\displaystyle \pi _{y,z}:V_{y}\to V_{z}} Para cada uno {\displaystyle y\leq z\in T}, de tal manera que {\displaystyle \pi _{y,z}\circ \pi _{x,y}=\pi _{x,z}} Para cualquiera {\displaystyle x\leq y\leq z\in T} (es decir, todos los mapas viajan). 

### Módulos de persistencia de múltiples parámetros
Dejar {\displaystyle P} ser un producto de {\displaystyle n} conjuntos totalmente ordenados, es decir, {\displaystyle P=T_{1}\times \dots \times T_{n}} para algunos conjuntos totalmente ordenados {\displaystyle T_{i}} . Luego, al dotar {\displaystyle P} con el producto pedido parcial dado por {\displaystyle (s_{1},\dots ,s_{n})\leq (t_{1},\dots ,t_{n})} Sólo si {\displaystyle s_{i}\leq t_{i}} a pesar de {\displaystyle i=1,\dots ,n}, podemos definir un módulo de persistencia multiparámetro indexado por {\displaystyle P} como un funtor {\displaystyle M:P\to \mathbf {Vec} _{K}}. Esta es una generalización de los módulos de persistencia de un solo parámetro y, en particular, concuerda con la definición de un solo parámetro cuando {\displaystyle n=1}.
En este caso, un módulo de persistencia {\displaystyle P} se denomina {\displaystyle n} -dimensional o {\displaystyle n} -módulo de persistencia de parámetros, o simplemente un módulo multiparamétrico o multidimensional si el número de parámetros ya está claro a partir del contexto. 

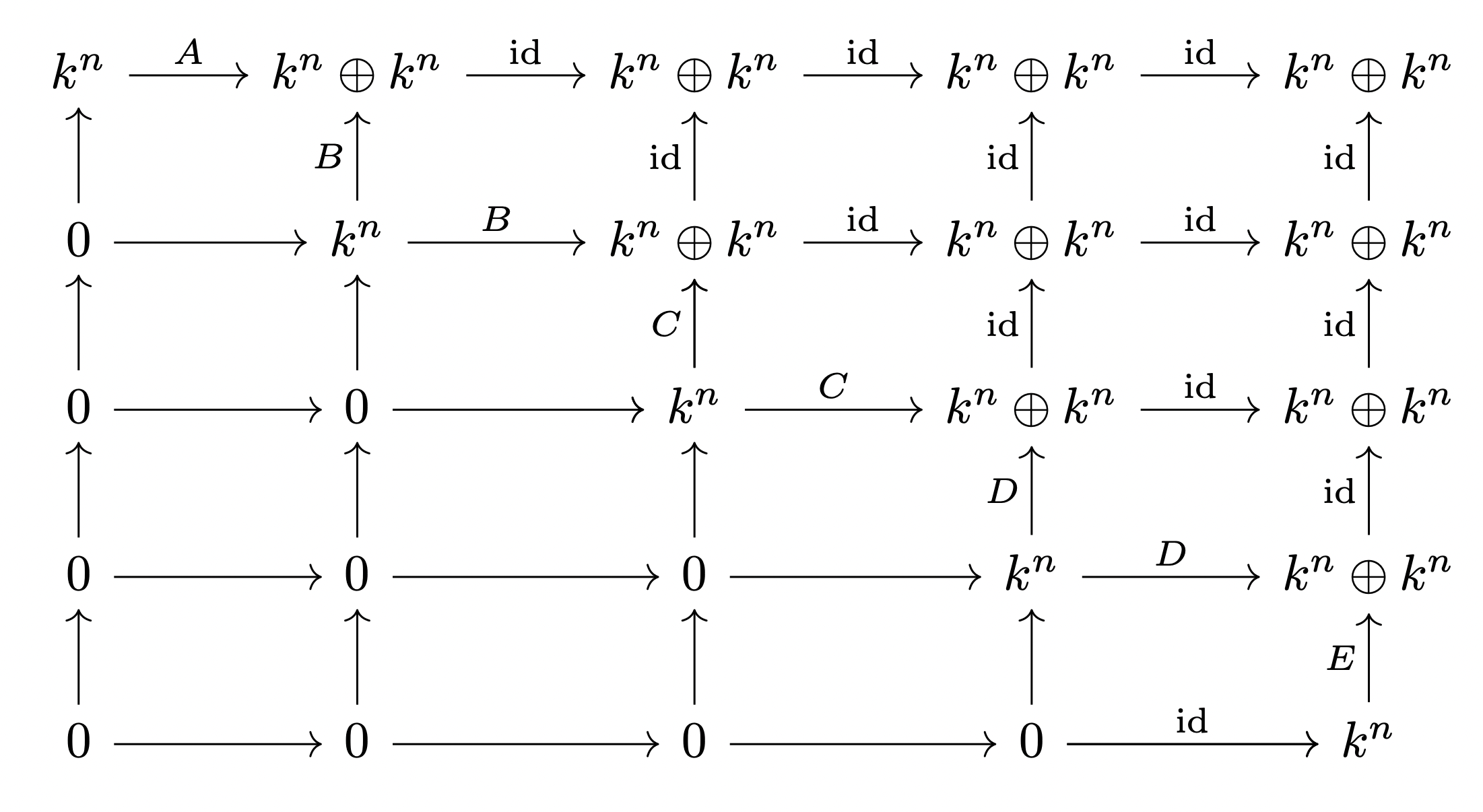
Un ejemplo de un módulo de persistencia de dos parámetros indexado sobre la cuadrícula de 5x5, considerado como un conjunto poset finito.

Los módulos de persistencia multidimensional fueron introducidos por primera vez en 2009 por Carlsson y Zomorodian.  Desde entonces, ha habido una cantidad significativa de investigaciones sobre la teoría y la práctica del trabajo con módulos multidimensionales, ya que proporcionan más estructura para estudiar la forma de los datos.  Es decir, los módulos multiparamétricos pueden tener una mayor sensibilidad a la densidad y robustez ante valores atípicos que los módulos de un solo parámetro, lo que los convierte en una herramienta potencialmente útil para el análisis de datos. 
Una desventaja de la persistencia multiparámetro es su complejidad inherente. Esto dificulta la realización de cálculos relacionados con módulos de persistencia multiparámetro. En el peor de los casos, la complejidad computacional de la homología persistente multidimensional es exponencial. 
La forma más común de medir la similitud de dos módulos de persistencia multiparamétricos es utilizando la distancia de entrelazado, que es una extensión de la distancia de cuello de botella. 

## Ejemplos

### Módulos de homología
Cuando se utiliza homología con coeficientes en un campo, un grupo de homología tiene la estructura de un espacio vectorial. Por lo tanto, dada una filtración de espacios {\displaystyle F:P\to \mathbf {Top} }, al aplicar el funtor de homología en cada índice obtenemos un módulo de persistencia {\displaystyle H_{i}(F):P\to \mathbf {Vec} _{K}} Para cada uno {\displaystyle i=1,2,\dots } llamado el ({\displaystyle i} módulo de homología (enésima dimensión) de {\displaystyle F}. Los espacios vectoriales del módulo de homología se pueden definir índice por índice como {\displaystyle H_{i}(F)_{z}=H_{i}(F_{z})} a pesar de {\displaystyle z\in P}, y los mapas lineales son inducidos por los mapas de inclusión de {\displaystyle F}. 
Los módulos de homología son los ejemplos más comunes de módulos de persistencia, ya que codifican información sobre el número y la escala de las características topológicas de un objeto (generalmente derivadas de la construcción de una filtración en una nube de puntos) en una estructura puramente algebraica, lo que hace que la comprensión de la forma de los datos sea susceptible de técnicas algebraicas, importadas de áreas bien desarrolladas de las matemáticas, como el álgebra conmutativa y la teoría de la representación. 

### Módulos de intervalo
Una preocupación principal en el estudio de los módulos de persistencia es si los módulos pueden descomponerse en "piezas más simples", en términos generales. En particular, es algebraica y computacionalmente conveniente si un módulo de persistencia se puede expresar como una suma directa de módulos más pequeños conocidos como módulos de intervalo. 
Dejar {\displaystyle J} ser un subconjunto no vacío de un conjunto poset {\displaystyle P}. Entonces {\displaystyle J} es un intervalo en {\displaystyle P} si
- Para cada {\displaystyle x,z\in J} si {\displaystyle x\leq y\leq z\in P} entonces {\displaystyle y\in J}
- Para cada {\displaystyle x,z\in J} Hay una secuencia de elementos {\displaystyle p_{1},p_{2},\dots ,p_{n}\in J} de tal manera que {\displaystyle p_{1}=x}, {\displaystyle p_{n}=z}, y {\displaystyle p_{i},p_{j}} son comparables para todos {\displaystyle i,j\in \{1,\dots ,n\}}.

Ahora, dado un intervalo {\displaystyle J\subseteq P} Podemos definir un módulo de persistencia. {\displaystyle \mathbb {I} ^{J}} índice por índice de la siguiente manera:
{\displaystyle \mathbb {I} _{z}^{J}:={\begin{cases}K&{\text{if }}z\in J\\0&{\text{otherwise }}\end{cases}}} ; {\displaystyle \mathbb {I} _{y,z}^{J}:={\begin{cases}\operatorname {id} _{K}&{\text{if }}y\leq z\in J\\0&{\text{otherwise }}\end{cases}}}.
El módulo {\displaystyle \mathbb {I} ^{J}} se llama módulo de intervalo. 

### Módulos gratuitos
Dejar {\displaystyle a\in P}. Luego podemos definir un módulo de persistencia. {\displaystyle Q^{a}} con respecto a {\displaystyle a} donde los espacios están dados por
{\displaystyle Q_{z}^{a}:={\begin{cases}K&{\text{if }}z\geq a\\0&{\text{otherwise }}\end{cases}}}, y los mapas definidos mediante {\displaystyle Q_{y,z}^{a}:={\begin{cases}\operatorname {id} _{K}&{\text{if }}z\geq a\\0&{\text{otherwise }}\end{cases}}}.
Entonces {\displaystyle Q^{a}} se conoce como un módulo libre (de persistencia). 
También se puede definir un módulo libre en términos de descomposición en módulos de intervalo. Para cada uno {\displaystyle a\in P} definir el intervalo {\displaystyle a^{\llcorner }:=\{b\in P\mid b\geq a\}}, a veces llamado "intervalo libre".  Luego, un módulo de persistencia {\displaystyle F} es un módulo libre si existe un multiconjunto {\displaystyle {\mathfrak {J}}(F)\subseteq P} de tal manera que {\displaystyle F=\bigoplus _{a\in {\mathfrak {J}}(F)}\mathbb {I} ^{a^{\llcorner }}}.  En otras palabras, un módulo es un módulo libre si puede descomponerse como una suma directa de módulos de intervalos libres.

## Propiedades

### Condiciones de tipo finito
Un módulo de persistencia {\displaystyle M} indexado sobre {\displaystyle \mathbb {N} } Se dice que es de tipo finito si se cumplen las siguientes condiciones para todos {\displaystyle n\in \mathbb {N} }:
1. Cada espacio vectorial {\displaystyle M_{n}} es de dimensión finita.
2. Existe un entero {\displaystyle N} de tal manera que el mapa {\displaystyle M_{N,n}} es un isomorfismo para todos {\displaystyle n\geq N}.

Si {\displaystyle M} satisface la primera condición, entonces {\displaystyle M} Se dice comúnmente que es de dimensión finita puntual (d.f.p).    La noción de dimensionalidad finita puntual se extiende inmediatamente a conjuntos de indexación arbitrarios.
La definición de tipo finito también se puede adaptar a conjuntos de indexación continua. Es decir, un módulo {\displaystyle M} indexado sobre {\displaystyle \mathbb {R} } es de tipo finito si {\displaystyle M} es d.f.p, y {\displaystyle M} contiene un número finito de espacios vectoriales únicos.  Formalmente hablando, esto requiere que para todos los puntos, excepto un número finito de ellos, {\displaystyle x\in \mathbb {R} } Hay un barrio {\displaystyle N} de {\displaystyle x} de tal manera que {\displaystyle M_{y}\cong M_{z}} a pesar de {\displaystyle y,z\in N}, y también que hay algo {\displaystyle w\in \mathbb {R} } de tal manera que {\displaystyle M_{v}=0} a pesar de {\displaystyle v\leq w}.  Un módulo que satisface sólo la primera propiedad a veces se denomina esencialmente discreto, mientras que un módulo que satisface ambas propiedades se conoce como esencialmente finito. 
Se dice que un módulo de persistencia {\displaystyle \mathbb {R} } es semicontinuo si para cualquier {\displaystyle x\in \mathbb {R} } y cualquiera {\displaystyle y\leq x} suficientemente cerca de {\displaystyle x}, el mapa {\displaystyle M_{y,x}:M_{y}\to M_{x}} es un isomorfismo. Téngase en cuenta que esta condición es redundante si se cumplen las otras condiciones de tipo finito anteriores, por lo que normalmente no se incluye en la definición, pero es relevante en determinadas circunstancias. 

### Teorema de estructura
Uno de los objetivos principales en el estudio de los módulos de persistencia es clasificar los módulos según su capacidad de descomposición en módulos de intervalo. Un módulo de persistencia que admite una descomposición como suma directa de módulos de intervalos se suele denominar simplemente "descomponible en intervalos". Uno de los resultados principales en esta dirección es que cualquier módulo de persistencia de pfd indexado sobre un conjunto totalmente ordenado es descomponible en intervalos. A esto a veces se le denomina "teorema de estructura para módulos de persistencia". 

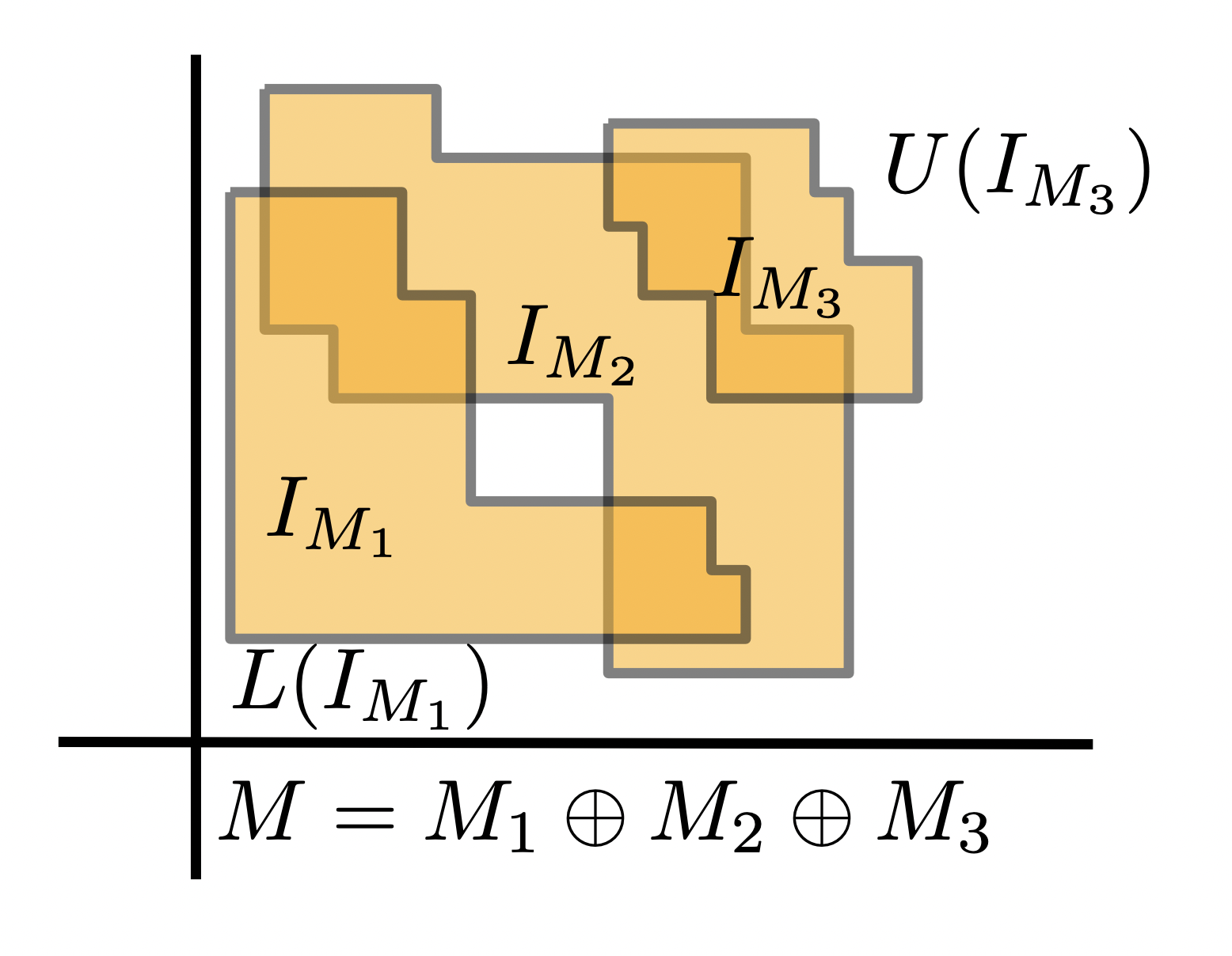
Un ejemplo de un módulo de persistencia 2-D en el plano con sus descomposiciones de intervalo.

El caso cuando {\displaystyle P} es finito es una aplicación directa del teorema de estructura para módulos generados finitamente sobre un dominio ideal principal. Para módulos indexados sobre {\displaystyle \mathbb {Z} } La primera prueba conocida del teorema de estructura se debe a Webb.  El teorema se extendió al caso de {\displaystyle \mathbb {R} } (o cualquier conjunto totalmente ordenado que contenga un subconjunto contable que sea denso en {\displaystyle \mathbb {R} } con la topología de orden) por Crawley-Boevey en 2015.  La versión generalizada del teorema de estructura, es decir, para módulos pfd indexados sobre conjuntos totalmente ordenados arbitrarios, fue establecida por Botnan y Crawley-Boevey en 2019. 